# Dendrogramma
Dendrogramma é um gênero de animais da família Rhodaliidae. Consiste de uma única espécie, D. enigmatica , identificada em 2014 a partir de coleções feitas em 1986. São organismos marinhos de profundidade, foram classificados no reino Animalia, filo Cnidaria.